# LOCOS
LOCOS (afkorting voor LOCal Oxidation of Silicon) is een halfgeleiderfabricageproces dat bij het vervaardigen van geïntegreerde schakelingen wordt gebruikt om de afzonderlijke elektronische componenten (bijvoorbeeld MOS-transistors) elektrisch van elkaar te isoleren. Kenmerkend is het gebruik van een siliciumnitridemasker om de siliciumschijf lokaal tegen oxideren te beschermen. Door het bekomen raster van verzonken siliciumoxide verkrijgen de omliggende siliciumeilanden de vorm van een mesa, die de aanliggende pn-overgangen tegen oppervlakteverschijnselen zoals lek en doorslag beschermen. De mogelijkheid van deze werkwijze werd in 1967 eerder bij toeval ontdekt door de Nederlandse scheikundige Else Kooi tijdens zijn onderzoek naar planaire halfgeleidertechnieken bij het Philips Natuurkundig Laboratorium.

## Voornaamste LOCOS-fabricagestappen

Voornaamste processtappen van LOCOS

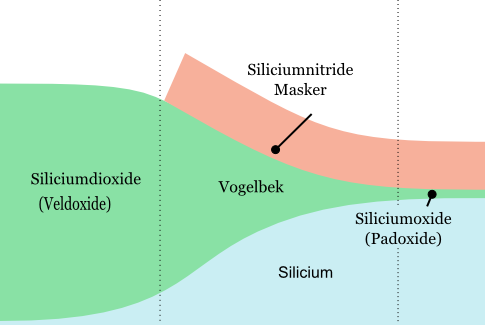
Vorming van een vogelbek

In de bijgaande figuur worden de voornaamste fabricagestappen van het LOCOS proces getoond.
1. Eerst wordt een dunne siliciumoxidelaag (10-20 nm), het zogenaamde bufferoxide (Engels: pad oxide) meestal door middel van CVD afgezet op een schone siliciumschijf en vervolgens wordt daarop een CVD-siliciumnitridelaag (100-200 nm) als anti-oxidatiemasker aangebracht. Met lithografische technieken worden deze lagen van een patroon voorzien en dit patroon wordt door etsen overgebracht in de nitridelaag. Het resultaat is een overblijvende nitride-oxidemasker dat de siliciumeilanden voor de actieve elementen bedekt. Het resultaat ziet men in figuur A.
2. Dan wordt een droge (O2) of natte (H2O) thermische oxidatie van het vrijliggende silicium uitgevoerd, waarbij het overblijvend siliciumnitride als een oxidatiescherm fungeert. Het resultaat van deze stap is zichtbaar in figuur B, waarbij het naar verhouding dikkere isolatieoxide is gevormd.
3. Als laatste stap volgt het verwijderen van het overblijvend siliciumnitride, zodat uiteindelijk de structuur van figuur C wordt verkregen.

## Belangrijke aspecten en problemen van het LOCOS-procedé
- Aangezien het molair volume van SiO2 bijna tweemaal groter is dan het molair volume van Si, komt ongeveer 50% van het gegroeide thermisch oxide boven het originele halfgeleideroppervlak uit. Hierdoor ontstaan er oneffenheden aan het oppervlak die niet bevorderlijk zijn voor de verdere productiestappen, zoals het aanbrengen van metalen verbindingslagen. Deze oneffenheden kunnen worden weggewerkt door het silicium eerst tot op een bepaalde diepte (bijvoorbeeld 1 μm) weg te etsen alvorens met de thermische oxidatie wordt begonnen. Door deze etsstap kan een nagenoeg verzonken isolatieoxide worden verkregen (Engels: fully-recessed LOCOS)

En verder
- vindt er niet alleen oxidatie in de verticale richting maar ook in de laterale richting plaats, dus ook onder de rand van de nitridelaag. Hierdoor krijgt het verzonken oxide de kenmerkende vorm van een vogelbek (Engels: bird's beak) en wordt de nitridelaag bij de randen vervormd (omhooggedrukt). Dit lateraal indringen van oxidanten wordt in het Engels encroachment genoemd. Door dit effect wordt het oppervlak van het actieve gebied verkleind.
- Door beide effecten staan de randen van het siliciumnitride tijdens de oxidatie bloot aan een groeiende spanning, die defecten en dislocaties tot gevolg kan hebben. Het is nu juist de bedoeling van het bufferoxide om als kussen te fungeren en deze spanningen op te vangen.
- De waterdampatmosfeer nodig voor de thermische oxidatie (tussen de 800 en 1200 graden C) maakt ook stikstofverbindingen (bijvoorbeeld NH3) vrij afkomstig van de nitridelaag. Deze reageren met het naburige silicium en hierdoor ontstaan er langs de randen van de nitridelaag de zogenaamde witte linten (Engels: white ribbons), die wijzen op een niet-homogene oxidatie van het siliciumoppervlak, en wordt de integriteit van de oxidelaag op de actieve gebieden aangetast. Dit effect wordt ook wel het kooi-effect genoemd.

## Toepassingen
Het LOCOS-procedé wordt zowel in MOS- als in bipolaire schakelingen toegepast. Ook wordt LOCOS toegepast in de interne structuur van actieve elementen om hun elektrische eigenschappen te verbeteren. Door de vele parameters die een rol spelen bij het vervaardigen, is het al bij al een vrij complex procedé en er werden in het verleden zeer veel wijzigingen voorgesteld en toegepast om het originele idee te verbeteren. Vooral het verkleinen van het vogelbekeffect kreeg in de technische literatuur veel aandacht. Voor submicrontoepassingen is dit isolatieschema minder geschikt en gebruikt men nu andere isolatieschema's, zoals de shallow trench isolation (STI).